# Средно училище „Д-р Петър Берон“ (Свиленград)
Средно училище „Д-р Петър Берон“ е гимназия в град Свиленград, област Хасково. Създадена е през 1922 г. Патрон на училището е Петър Берон. То е разположено на ул. „Отец Паисий“ № 28. През годините то се е помещавало в четири сгради. От 2012 г. директор на училището е Мариян Боянов.

## История
Училището е създадено през 1922 г. През 1938 г. е преименувано на „Д-р Петър Берон“ и е признато за приемник на Българската мъжка педагогическа гимназия „Д-р Петър Берон“ в Одрин. От 1975 г. училището се помещава в нова четириетажна сграда. През 80-те години на XX век то е преобразувано в Единно средно политехническо училище (ЕСПУ).